# Xarop de palma

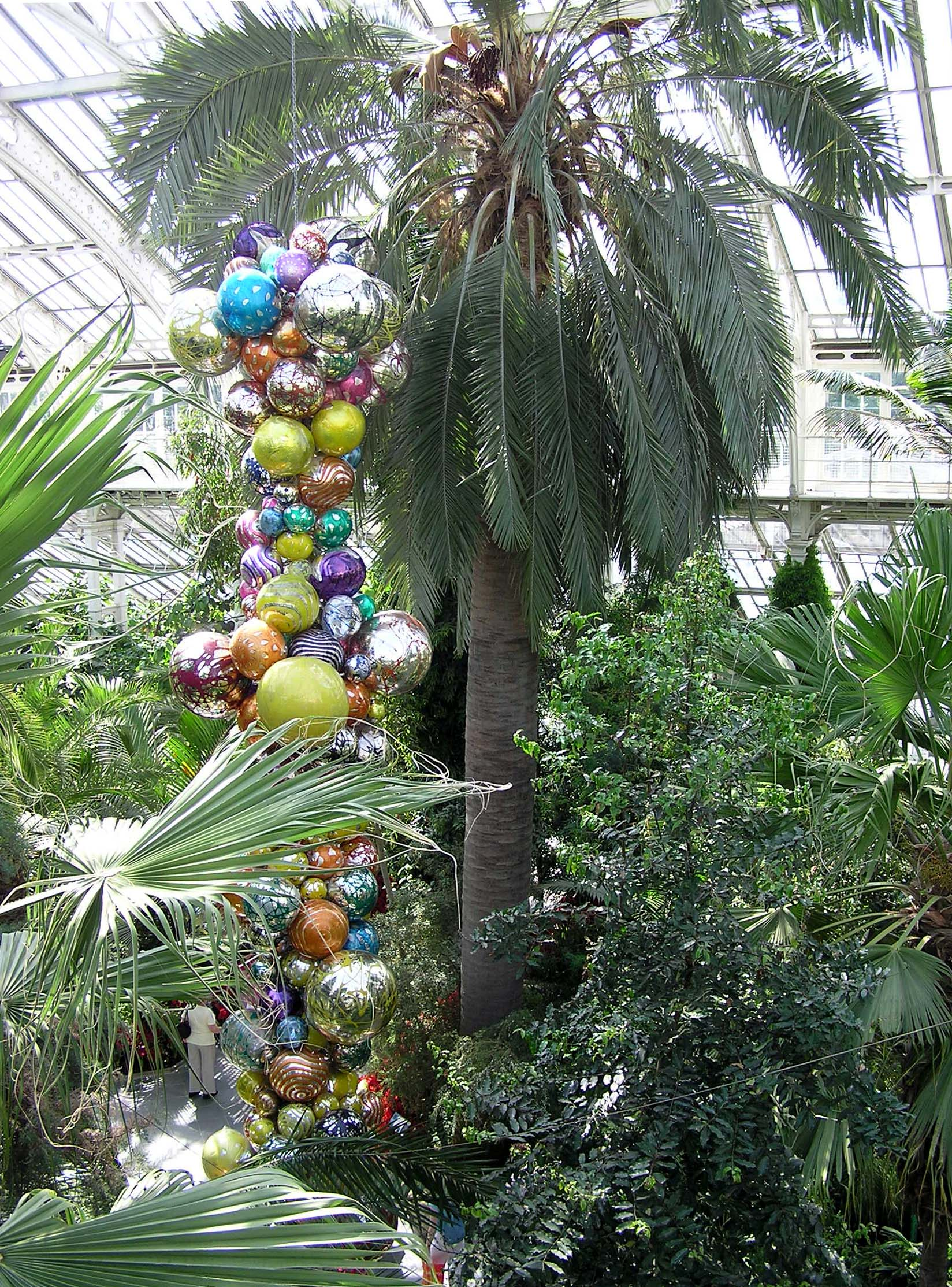
Un espècimen de palmera xilena a un hivernacle del jardí botànic de Kew

El xarop de palma o mel de palma és un xarop comestible produït per la saba d'un gran nombre de palmeres. Es produeix a les illes Canàries (miel de palma) i a regions litorals d'Amèrica del sud. Malgrat el nom de mel de palma no és pas mel d'abelles que visitin les flors de les palmeres.

## Tipus
A les illes Canàries el xarop de palma es fa de la saba de l'espècie de palmera canària (Phoenix canariensis) i especialment al municipi de La Gomera de Vallhermoso. A Xile es fa de la palmera de Xile, que està amenaçada d'extinció. També es fa del cocoter, del gènere Borassus, etc.
A les Canàries la saba de la palmera rep el nom de guarapo i l'extracció, amb una incisió a la palmera i un recipient que recull la saba, es fa de nit per evitar que la llum solar espatlli la saba. El guarapo es bull durant hores fins a reduir-lo a un 10% que és un xarop fosc i dolç. Després de ser-ne recollida la saba, cada dia, de gener a juny, una palmera necessita cinc anys per a recuperar-se i tornar a fer-li incisions.

## Usos

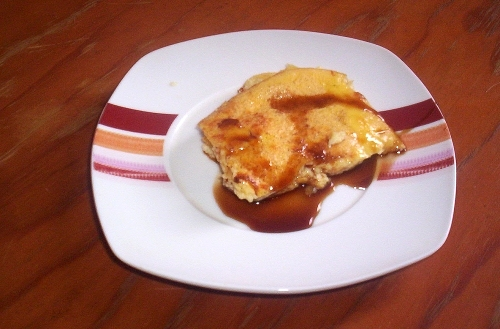
Leche asada unes postres fetes amb xarop de palma.

El xarop de palma acompanya certs pastissos i postres o gelats. Es fa servir molt a la cuina del sud-est asiàtic. La seva dolçor tempera els curris. Si el xarop de palma es fa fermentar dona begudes alcohòliques i si es destil·la begudes alcohòliques destil·lades com l'Arrack